# Bonnes villes d'Auvergne
Pour les articles homonymes, voir Bonne Ville.
Le terme "bonne ville" est une dénomination honorifique et politique attribuée par la royauté française. Il désignait des villes considérées comme stratégiquement, économiquement ou politiquement importantes. Contrairement à une charte de franchise ou au statut de ville franche, qui repose sur des textes juridiques définissant clairement les droits et devoirs de la ville, "bonne ville" est davantage une dénomination politique utilisée par la royauté pour renforcer son réseau d’influence dans les provinces.   
Primitivement au nombre de treize, la dénomination de bonnes villes de Basse-Auvergne désignait un statut attribué par le roi aux villes considérées comme importantes sur les plans économiques, stratégiques ou politiques. Ces villes bénéficiaient de privilèges particuliers (fiscaux, commerciaux, voire judiciaires) ou étaient soumises à des obligations spécifiques. Elles participaient parfois à des événements majeurs ou à des assemblées locales.    
Les bonnes villes de Basse-Auvergne tirent également leur statut de leur origine historique et de leur importance ancienne. Certaines étaient d'anciennes cités gallo-romaines, comme Clermont, ou des vici remontant au moins à l'époque mérovingienne, à l’instar de Riom, Saint-Pourçain, Billom, Issoire, Saint-Germain-Lembron et Brioude. D'autres doivent leur position à la présence d’une abbaye influente, comme Ébreuil et Cusset, ou simplement à un château appartenant à un lignage important, comme celui d’Auzon. Les bonnes villes de Basse-Auvergne se trouvent principalement sur les rives de l'Allier et proches, proches des axes de circulation importants.   
Les premières mentions des bonnes villes d'Auvergne sont relativement tardives et se trouvent dans des documents fiscaux et administratifs du XIVe siècle et du XVe siècle, au moment où la monarchie française réorganise son administration pendant et après la guerre de Cent Ans. Toutefois au XIIIe siècle, ces villes d'Auvergne qui bénéficieront plus tard de cette appellations, ont souvent des statuts spéciaux comme les villes ayant reçu une charte de franchise leurs conférant des privilèges et renforçaient leurs autonomie vis-à-vis du pouvoir féodal. 
Rôle des bonnes villes :
- Fournir des troupes ou des fonds pour les campagnes militaires.
- Participer à la collecte des impôts et à la gestion des affaires locales.
- Accueillir des représentants royaux ou servir de lieu pour des décisions administratives.

Les assemblées de ces bonnes villes, héritières des états provinciaux alors principalement représentés par la noblesse et le clergé, participent ainsi à représenter le tiers état et se réunissent pour débattre et prendre des décisions importantes pour l'Auvergne. Les bonnes villes représentaient la bourgeoisie urbaine (commerçants, artisans, juristes), qui constituait l’élite du tiers état. Cette situation créait un fossé entre cette bourgeoisie privilégiée et les paysans ou artisans moins favorisés des campagnes.  
Ce mouvement, repris par Charles V, donne naissance à l'assemblée des Bonnes Villes d'Auvergne, qui viendront représenter la région et soutenir l'effort de guerre exigé par la royauté pendant la guerre de Cent Ans. '
Les treize bonnes villes de Basse-Auvergne rejoignent le camp de Charles VII lors de la Praguerie de 1440, en refusant d'ouvrir leurs portes aux seigneurs féodaux rebelles. Privés de soutien, ceux-ci sont alors contraints de négocier le traité de Cusset.
Les bonnes villes' de Basse-Auvergne sont :
- Aigueperse
- Auzon
- Billom
- Brioude
- Clermont
- Cusset
- Ébreuil
- Issoire
- Langeac
- Montferrand
- Riom
- Saint-Germain-Lembron

- Saint-Pourçain

C'est seulement en 1588 que six nouvelles villes, renouvelables par moitié tous les six ans, sont autorisées à s'agréger aux treize autres :
- Ambert
- Arlanc
- Besse
- Combronde
- Courpière
- Ennezat
- La Tour
- Maringues
- Olliergues
- Ris
- Saint-Amant
- Sauxillanges
- Thiers
- Vic-le-Comte

Les six bonnes villes de Haute-Auvergne sont :
- Aurillac
- Chaudes-Aigues
- Mauriac
- Saint-Flour
- Salers
- Pierrefort